# Bucheon International Fantastic Film Festival

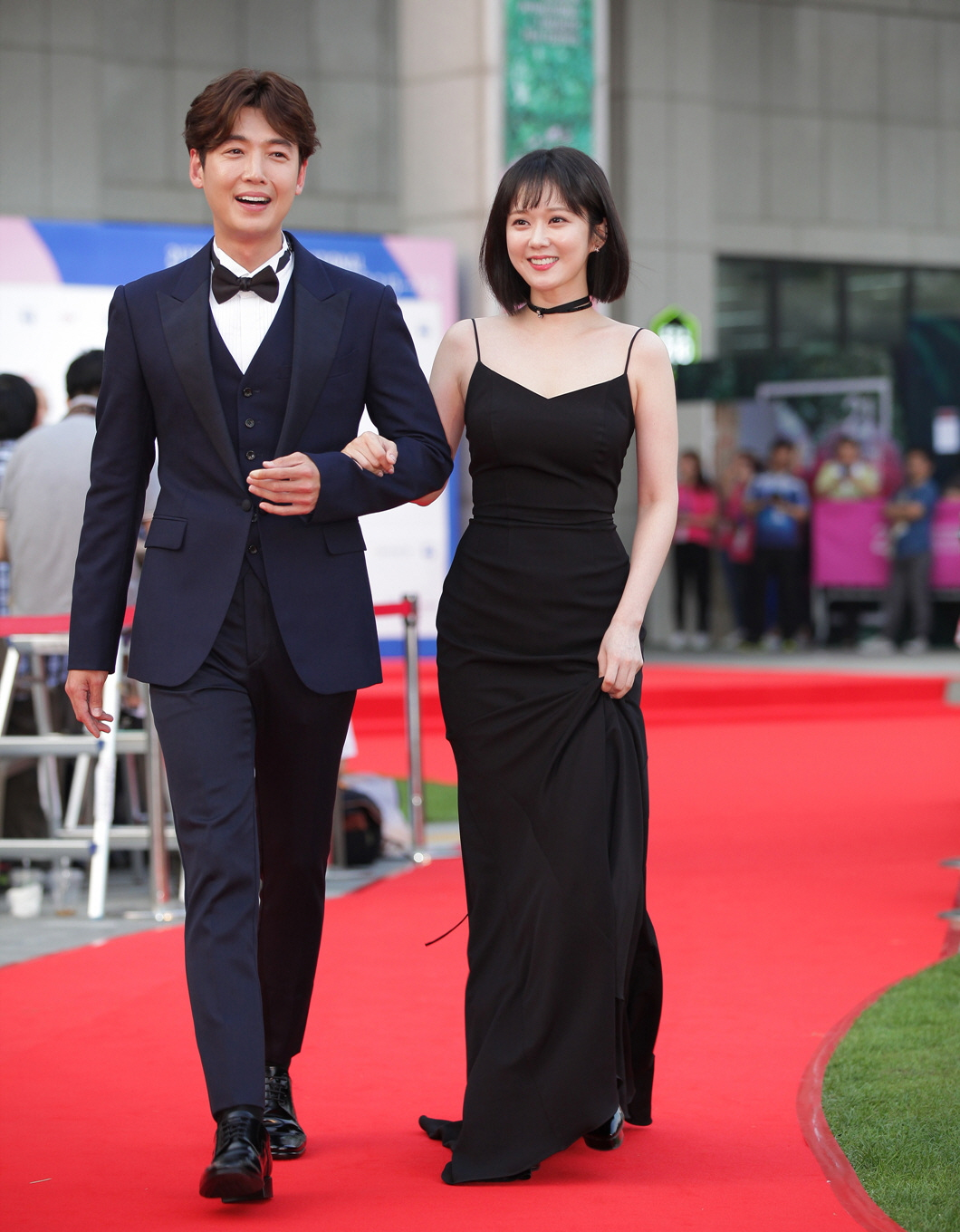
Jung Kyung-ho (links) und Jang Na-ra (rechts) auf dem roten Teppich 2017.

Das Bucheon International Fantastic Film Festival (부천국제판타스틱영화제), kurz BIFAN, ist ein internationales Filmfestival. Es wird jährlich im Juli in Bucheon (Südkorea) abgehalten. Das erste Festival fand 1997 statt. Der Schwerpunkt liegt auf internationalen Fantasy-, Horror- und Mystery-Filmen.
Bis einschließlich 2014 war die internationale Schreibweise Puchon International Fantastic Film Festival (PiFan). 2015 passte man die Schreibweise der Stadt im Namen schließlich nach den Regeln der revidierten Romanisierung an.
Die Hauptpreise des Festivals sind die mit jeweils 20 Millionen Won (knapp 15.000 Euro) dotierten Preise Best of Bucheon und seit 2016 der Best Korean Fantastic Film. Weiterhin gibt es einen Preis für Regisseure, Schauspieler sowie einen Preis einer internationalen Jury und ein Publikumspreis. Des Weiteren gibt es auch Preise für Kurzfilme. Außerdem verleihen die unabhängigen Jurys der Méliès International Festivals Federation (MIFF, ehemals European Fantastic Film Festivals Federation) und des Network for the Promotion of Asian Cinema (NETPAC) weitere Preise im Zuge des Festivals.

## Preise (Auswahl)
| Jahr | Bucheon Choice: Bester Film      | Korean Fantastic: Bester Film                     | NETPAC                          | Méliès International Festivals Federation |
| ---- | -------------------------------- | ------------------------------------------------- | ------------------------------- | ----------------------------------------- |
| 1997 | Kitchen                          |                                                   |                                 |                                           |
| 1998 | Samurai Fiction                  |                                                   |                                 |                                           |
| 1999 | Siam Sunset                      |                                                   |                                 |                                           |
| 2000 | La mujer más fea del mundo       |                                                   |                                 |                                           |
| 2001 | The Price of Milk                |                                                   |                                 |                                           |
| 2002 | Mein Bruder der Vampir           |                                                   |                                 |                                           |
| 2003 | Save the Green Planet!           |                                                   |                                 |                                           |
| 2004 | Arahan                           |                                                   |                                 | Virumaandi                                |
| 2005 | The Dark Hours                   |                                                   |                                 |                                           |
| 2006 | Adams Äpfel                      |                                                   |                                 | The Maid                                  |
| 2007 | 13 Game of Death                 |                                                   |                                 | 13 Game of Death                          |
| 2008 | The Chaser                       |                                                   |                                 | The Chaser                                |
| 2009 | The Forbidden Door               |                                                   | 8000 Miles                      | Chocolate … süß und tödlich!              |
| 2010 | Bedevilled – Zeit der Vergeltung |                                                   | Permanent Nobara                | Bestseller                                |
| 2011 | Rubber                           |                                                   | Hospitalité                     | Bloody Fight in Iron-Rock Valley          |
| 2012 | Space Brothers                   |                                                   | Vulgaria                        | Lee’s Adventure                           |
| 2013 | Sightseers                       |                                                   | The Kirishima Thing             | Talaash: The Answer Lies Within           |
| 2014 | Das finstere Tal                 |                                                   | Wood Job!                       | Mourning Grave                            |
| 2015 | Port of Call                     |                                                   | 100 Yen Love                    | Assassination Classroom                   |
| 2016 | The Wailing – Die Besessenen     | Karaoke Crazies                                   | The Forest                      | Psycho Raman                              |
| 2017 | The Endless                      | Behind the Dark Night                             | The Village of No Return        | Godspeed                                  |
| 2018 | Revenge                          | Land of Happiness                                 | The Hungry Lion                 | One Cut of the Dead                       |
| 2019 | The Room                         | Film Adventure                                    | Gully Boy                       | Manriki                                   |
| 2020 | Pelikanblut                      | Festival (Janchitnal)                             | I WeirDO                        | Impetigore                                |
| 2021 | The Medium                       | Actionhero                                        | Beyond the Infinite Two Minutes | At the End of Evin                        |
| 2022 | You Won’t Be Alone               | Body Parts                                        | The Midnight Maiden War         | Office Royale                             |
| 2023 | Sorcery                          | Iron Mask                                         | Hungry Ghost Diner              | Best Regards to All                       |
| 2024 | The Last Stop in Yuma County     | Esper’s Light                                     | Who’ll Stop the Rain            | Steppenwolf                               |
| 2025 | The Ugly Stepsister              | Teaching Practice: Idiot Girls and School Ghost 2 | Young & Fine                    | I Kill U                                  |